# Pepe Delgado
José Delgado Pérez (Guadalajara, Jalisco; 10 de enero de 1947), más conocido como Pepe Delgado, es un exfutbolista mexicano que jugó de centrocampista. Tras retirarse, trabajó como entrenador de juveniles en el Atlas.

## Trayectoria
Jugó en la cantera del club de su ciudad natal Atlas, donde estuvo contratado durante toda su carrera profesional desde 1965 hasta 1979. Descendió dos veces de la Primera División, pero en ambos casos logró ascender de inmediato.

## Selección nacional
Debutó con la selección de México en un amistoso el 8 de enero de 1967 contra Suiza, perdiendo 2-0. Jugó un total de doce veces con el seleccionado, anotando tres goles y su última aparición fue el 3 de febrero de 1976, en una derrota de 4-1 frente Hungría.

### Participaciones en Campeonatos Concacaf
| Copa                                       | Sede  | Resultado     | Part. | Goles |
| ------------------------------------------ | ----- | ------------- | ----- | ----- |
| Campeonato de Naciones de la Concacaf 1973 | Haití | Tercer puesto | 4     | 0     |

## Palmarés

### Títulos nacionales
| Título           | Equipo | País   | Año     |
| ---------------- | ------ | ------ | ------- |
| Copa México      | Atlas  | México | 1967-68 |
| Segunda División | Atlas  | México | 1971-72 |
| Segunda División | Atlas  | México | 1978-79 |